# Régime méridional
Un régime méridional est une composante de régime hydrologique. Il définit les caractéristiques du débit d'un cours d'eau tout au long de l'année. On rencontre différents types de régime méridional ; régime nivo-pluvial, régime pluvial.

### Sources
- École polytechnique fédérale de Lausanne, Les régimes hydrologiques, consultée le 21 novembre 2008.